# 拉尔斯·沃格贝里
拉尔斯·沃格贝里（瑞典語：Lars Vågberg，1967年6月30日—），挪威男子冰壶运动员。他曾代表挪威获得2002年冬季奥运会冰壶比赛男子团体金牌。他也参加了2006年冬季奥运会。